# Картофена поничка
Картофена поничка (на английски език - Potato doughnut, понякога се наричат Spudnut), е вид поничка, приготвена по същата технология, но към традиционните съставки на която освен брашно се добавя картофено пюре или производни на картофи.
Верига магазини за продажба на такива понички „Spudnut“, е създадена в САЩ през 50-те години.
Подобно ястие е популярно в Източна Азия.

## История
Картофена понички първо се появяват около 1903-1905 година. Придобиват голяма популярност в САЩ, и скоро заведения от веригата „Spudnut“ наброяват повече от 500, но през 50-те години са намалени драстично, след като компанията е обявявена в несъстоятелност, но независимите магазини остават.
Рецептата е публикувана за първи път през 1938 г. в „Готварската книга на Глейна Сноу“.

## Характеристики
Картофените понички обикновено имат същите съставки, както при обикновените понички, но по-малко брашно, което е заменено с картофено пюре or potato starch. или картофено нишесте.
Картофените понички са по-леки и по-пухкави от тези, произведени само с брашно, но се приготовят и се пържат по същият метод, както другите понички (в някои варианти се пържат в разтопена свинска мас).
Могат да бъдат покрити с една и съща глазура, или да имат пълнеж, както при обикновените понички.